# Чепілко Іван Йосипович
Іван Йосипович Чепілко (нар. 1880, Бориспіль — пом. 28 серпня 1921, Київ) — український громадський та політичний діяч, член партії соціал-революціонерів. У 1921 році голова Всеукраїнського центрального повстанського комітету.

## Життєпис
Іван Йосипович Чепілко народився 1880 року в Борисполі у родині військового. Він закінчив Бориспільське вище початкове училище, а у 1898 році — Київське військове фельдшерське училище. Трудове життя Чепілко почав військовим фельдшером у Стародубському полку, а з 1901-го у Київському військовому шпиталі. Був засуджений за участь у боротьбі проти московського самодержавства. Відсидів один рік у Лук'янівській в'язниці, по тому був відправлений на заслання до північних районів Тобольської губернії та до Полоцьку. Узяв участь у подіях Лютневої революції 1917 року. 
2 травня 1918 року Іван Чепілко повернувся до Києва, де почав навчання на медичному факультеті Київського університету. Одночасно з навчанням Іван Йосипович працював у Головному військово-санітарному управлінні Української Держави, а від кінця 1918 року — начальником відділу Головного військово-санітарного управління УНР. 
6 травня 1920 року, в очікуванні наступу польсько-українського війська, почалося антибільшовицьке повстання в Борисполі, одним з організаторів якого став Іван Чепілко. Причиною повстання було несприйняття бориспільцями радянської влади. Сіренко, Семенко, Чепілко та Литовка підняли повстання проти більшовиків. Вони обстріляли ешелон і мали намір його роззброїти, але кількісна перевага, згуртованість та дисципліна червоних частин зробила своє діло – повстання було придушене. Сам Бориспіль на дві третини спалили і розстріляли кожного п'ятого чоловіка з його мешканців. Організаторам повстання та частині повстанців вдалося втекти.
У 1921 році, вже у період російської окупації, Чепілко працював у Київському губернському відділі освіти і продовжував навчання у Київському університеті. Студент-медик приєднався до створеного Федором Наконечним у лютому 1921-го підпільного гуртка, члени якого ставили перед собою завдання підготовки кадрів для державних органів та установ на випадок повернення Уряду УНР.
18 березня 1921 року у Києві підпільниками було створено Всеукраїнський центральний повстанський комітет. В його задачі входило забезпечення підготовки, початок та розвиток загальноукраїнського повстання проти більшовицького режиму, яке спочатку планувалося підняти 10 травня. Головою ВУЦПК було обрано Івана Йосиповича. Іван Чепілко за короткий час організував роботу так, що і Симон Петлюра, і Юрій Тютюнник визнали ВУЦПК вищим військовим і цивільним органом національної влади в Україні, провідником ідей та виконавцем завдань закордонного повстанського штабу.
Проте через недостатню підготовленість початок повстання в Києві та окрузі неодноразово переносився. Спочатку за директивою Симона Петлюри його було перенесено з 10 на 28 травня 1921 року. Надалі він ще не раз відтягувався. Це дозволило НК виявити і ліквідувати військово-організаційні структури та загони, на які спирався ВУЦПК (зокрема, повстанські сили в Уманському, Звенигородському  повітах Київської губернії, в районі Холодного Яру) та посилити морально-політичний розклад українського підпілля.
Перші відомості про ВУЦПК НК отримала у травні. 18 червня 1921-го чекісти схопили у Києві одного з членів повстанкому Миколу Комара, який допоміг знайти і схопити 21 червня в Ірпені Івана Чепілка. Цього ж дня при затриманні загинув комендант штабу ВУЦПК, його племінник, Микола Чепілко. Своє бажання боротися з радянською владою 13 липня 1921 року Іван Йосипович пояснював несприйняттям її національної політики, продовольчої розкладки і використання каральних експедицій. 28 серпня 1921 року судова колегія НК засудила до страти Чепілка та ще 38 членів Всеукраїнського повстанського комітету.